# Gran Premio Capodarco

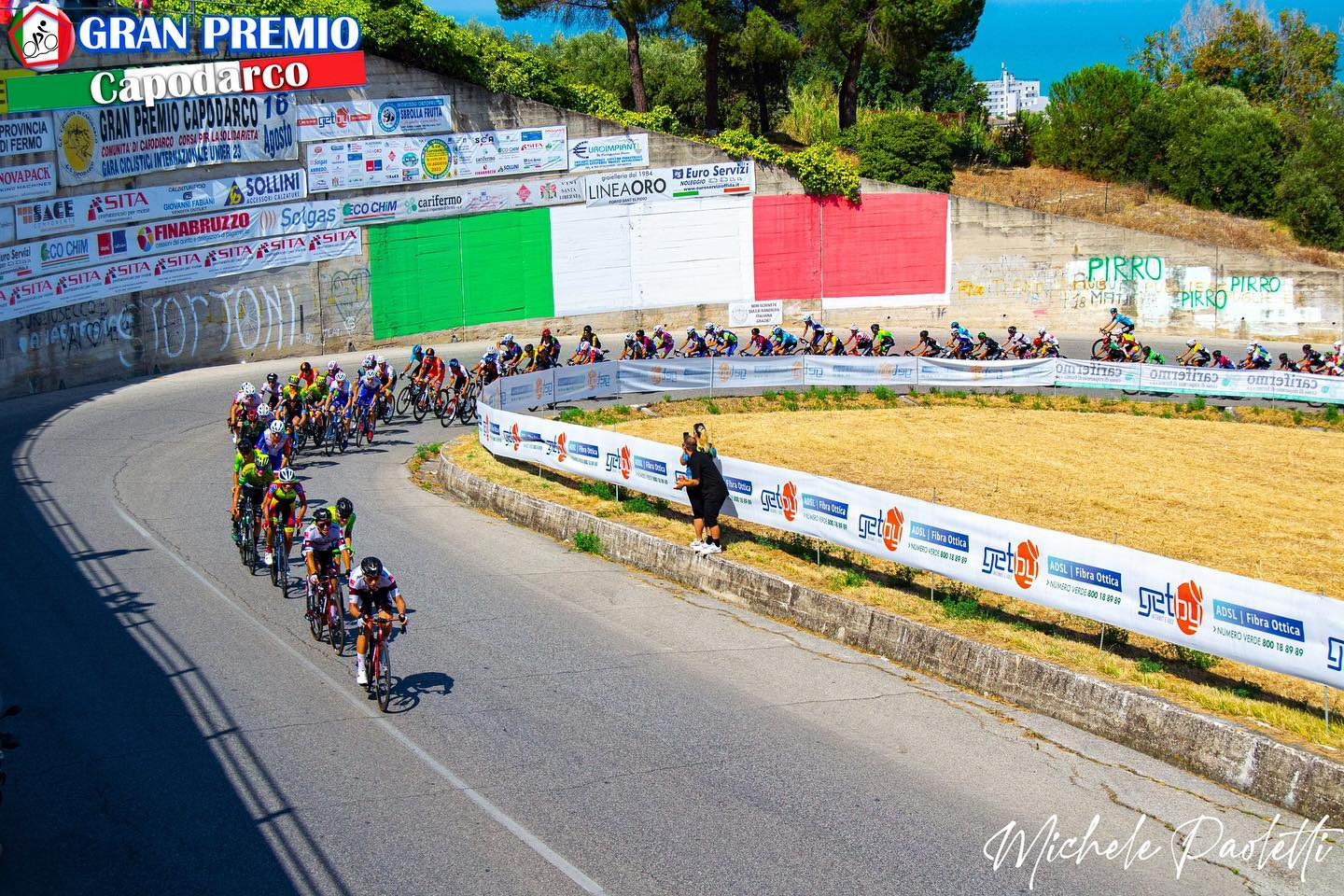
Scatto sul famoso curvone del Gran Premio di Capodarco, prima di affrontare i muri fermani

Il Gran Premio Capodarco è una corsa in linea maschile di ciclismo su strada che si svolge nel comune di Fermo, in Italia, ogni anno in agosto. Fa parte del calendario dell'UCI Europe Tour, come prova di classe 1.2, e si svolge dal 1964.

## Albo d'oro
| Anno      | Vincitore                                           | Secondo                                             | Terzo                                               |
| --------- | --------------------------------------------------- | --------------------------------------------------- | --------------------------------------------------- |
| 1964      | Marcello Baccarini                                  | Primo de Martino                                    | Sandro Ciccarelli                                   |
| 1965-1972 | non disputato                                       | non disputato                                       | non disputato                                       |
| 1973      | Massimo Zani                                        | Remo Malavolta                                      | Giancarlo Turci                                     |
| 1974      | Massimo Tedeschi                                    | Peppino Zu                                          | Enrico Pochini                                      |
| 1975      | Massimo Tedeschi                                    | Maurizio Bolognesi                                  | Enrico Pochini                                      |
| 1976      | Franco Abbruzzetti                                  | Paolo De Carlonis                                   | Patrizio Panzanera                                  |
| 1977      | Maurizio Pennachini                                 | Remo Salutari                                       | Domenico Felici                                     |
| 1978      | Pierino Bravi                                       | Paolo De Carlonis                                   | Maurizio Rossi                                      |
| 1979      | Giancarlo Montedori                                 | Marco Vitali                                        | Marcello Umbre                                      |
| 1980      | Giuseppe Di Sciorio                                 | Valerio Piva                                        | Giampiero Pistolesi                                 |
| 1981      | Piero Onesti                                        | Primož Čerin                                        | Michele Fabbri                                      |
| 1982      | Tullio Cortinovis                                   | Maurizio Viotto                                     | Raffaele Di Francesco                               |
| 1983      | Salvatore Cavallaro                                 | Primož Čerin                                        | Bojan Ropret                                        |
| 1984      | Tullio Cortinovis                                   | Flavio Giupponi                                     | Stefano Colagè                                      |
| 1985      | Nino Tripodi                                        | Marco Saligari                                      | Massimo Ghirardi                                    |
| 1986      | Marcello Siboni                                     | Giuliano Tomassoli                                  | Maurizio Spreafico                                  |
| 1987      | Mario Austero                                       | Moreno Picchio                                      | Sandi Papez                                         |
| 1988      | Paolo Lanfranchi                                    | Moreno Picchio                                      | Antonio Cardamone                                   |
| 1989      | Davide Bramati                                      | Massimo Ghirardi                                    | Oscar Pellicciotti                                  |
| 1990      | Wladimir Belli                                      | Ivan Gotti                                          | Mauro Consonni                                      |
| 1991      | Fabio Casartelli                                    | Gianmatteo Fagnini                                  | Paolo Valoti                                        |
| 1992      | Marco Milesi                                        | Fabio Casartelli                                    | Sergio Barbero                                      |
| 1993      | Roberto Pistore                                     | Mauro Sandroni                                      | Alberto Puerini                                     |
| 1994      | Juan Carlos Domínguez                               | Dario Frigo                                         | Claudio Ainardi                                     |
| 1995      | Paolo Valoti                                        | Alberto Puerini                                     | Oscar Pozzi                                         |
| 1996      | Gianluca Valoti                                     | Emanuele Lupi                                       | Maurizio Frizzo                                     |
| 1997      | Massimo Codol                                       | Simone Campagnari                                   | Cristian Auriemma                                   |
| 1998      | Giorgio Feliziani                                   | Gianluca Tonetti                                    | Nicola Ramacciotti                                  |
| 1999      | Milan Kadlec                                        | Domenico Romano                                     | Francesco Magni                                     |
| 2000      | Massimiliano Martella                               | Sylwester Szmyd                                     | Boris Gapych                                        |
| 2001      | Alessandro Delfatti                                 | Luis Laverde                                        | Andrej Korovin                                      |
| 2002      | Antonio Quadranti                                   | Matteo Cappe                                        | Ezio Casagrande                                     |
| 2003      | Moisés Aldape                                       | David Garbelli                                      | Davide Torosantucci                                 |
| 2004      | Moisés Aldape                                       | Luca Capodaglio                                     | Branislaŭ Samojlaŭ                                  |
| 2005      | Fernando Herrero                                    | Anton Rešetnikov                                    | Luigi Sestili                                       |
| 2006      | Marco Bandiera                                      | Francesco De Bonis                                  | Anton Rešetnikov                                    |
| 2007      | Hrvoje Miholjević                                   | Francesco De Bonis                                  | Sergej Renëv                                        |
| 2008      | Peter Kennaugh                                      | Simon Clarke                                        | Dmitrij Sokolov                                     |
| 2009      | Salvatore Mancuso                                   | Egor Silin                                          | Diego Ulissi                                        |
| 2010      | Enrico Battaglin                                    | Stefano Locatelli                                   | Julián Arredondo                                    |
| 2011      | Mattia Cattaneo                                     | Enrico Battaglin                                    | Moreno Moser                                        |
| 2012      | Gianfranco Zilioli                                  | Jay McCarthy                                        | Stanislaŭ Bažkoŭ                                    |
| 2013      | Matteo Busato                                       | Mario Sgrinzato                                     | Gianfranco Zilioli                                  |
| 2014      | Robert Power                                        | Gianni Moscon                                       | Moreno Giampaolo                                    |
| 2015      | Riccardo Donato                                     | Simone Velasco                                      | Filippo Fiorelli                                    |
| 2016      | Jai Hindley                                         | Edward Ravasi                                       | Aljaksandr Rabušėnka                                |
| 2017      | Mark Padun                                          | Yuriy Natarov                                       | Galym Akhmetov                                      |
| 2018      | Einer Rubio                                         | Davide Casarotto                                    | Dario Puccioni                                      |
| 2019      | Filippo Zana                                        | Kevin Colleoni                                      | Marco Murgano                                       |
| 2020      | annullata per la Pandemia di COVID-19 del 2019-2021 | annullata per la Pandemia di COVID-19 del 2019-2021 | annullata per la Pandemia di COVID-19 del 2019-2021 |
| 2021      | Simone Raccani                                      | Andrea Piccolo                                      | Alex Tolio                                          |
| 2022      | Nicolò Buratti                                      | Davide De Pretto                                    | Martin Marcellusi                                   |
| 2023      | Matteo Ambrosini                                    | Filippo D'Aiuto                                     | Anders Foldager                                     |
| 2024      | Filippo D'Aiuto                                     | Dominik Dunár                                       | Manuel Oioli                                        |
| 2025      | Jakob Omrzel                                        | Pavel Novák                                         | Cesare Chesini                                      |